# Rete tranviaria di Digione
La rete tranviaria di Digione è la rete tranviaria che serve la città francese di Digione. È composta da due linee.